# Емилио Сегре

Емилио Сегрè (на италиански: Emilio Gino Segrè) е италиански физик, носител на Нобелова награда за физика за 1959 г. за откритието на антипротона.

## Биография
Сегре е роден в Тиволи близо до Рим на 1 февруари 1905 г. в богато еврейско семейство като най-малкото от трите деца (Анджело и Марко) на Джузепе Сегре, собственик и управител на Cartiere Tiburtine, и на Амелия Сузана Тревес, дъщеря на известен флорентински архитект. След като учи в държавната гимназия „Теренцио Мамиани“, той учи инженерство и след това физика в Римския университет „Сапиенца“, където е студент на Енрико Ферми, който получава професорското място там през 1926 г. (само на 25 г.). В този период той е един от членовете на историческата група “Вия Панисперна“, която си сътрудничи в изследванията върху неутронната физика.
След военната си служба в италианската армия от 1928 до 1929 г. той работи с Ото Щерн в Хамбург и с Питер Зееман в Рокфелеровата фондация. Впоследствие Сегре е назначен за асистент по физика в Римския университет от 1932 до 1936 г. През 1935 г. става редовен професор по експериментална физика в университета в Палермо и директор (1936 г.) на университетския институт по физика. През 1937 г. в Палермо той открива технеция, след което в Бъркли сътрудничи при откриването на астата. През 1938 г. въвеждането на фашистките расови закони го застига, докато е в Калифорнийския университет - Бъркли, където остава до края на живота си. По време на войната той участва заедно с Ферми и Бруно Роси в Манхатънския проект за създаване на първите атомни бомби в лабораториите в Лос Аламос. И той присъства на 16 юли 1945 г. на първия ядрен опит с кодовото име Тринити. През 1946 г. се завръща в Калифорния и през 1955 г. се установява там близо до Лафайет.
След войната изследванията му се занимават с проблеми на ядрената физика и физиката на елементарните частици. През 1955 г., работейки с Оуен Чембърлейн върху високоенергийните протон - нуклонни взаимодействия в ускорителя на частици Беватрон в Бъркли, той открива антипротона. За това откритие той получава Нобелова награда за физика през 1959 г. През 1974 г. е призован да заеме катедрата по ядрена физика в Римския университет. Той оствна една година и след това, след като достига задължителната възраст за пенсиониране, се връща отново в Калифорния.
Сегре заема множество временни университетски професорства като в Колумбийския университет, Ню Йорк, в Университета на Илинойс, във Федералния университет на Рио де Жанейро. Член е на Националната академия на науките на САЩ, на Хайделбергската академия на науките, на Националната академия дей Линчеи в Италия като чуждестранен член. Получава медала „Хофман“ на Германското химическо дружество и медала „Канизаро“ на Националната академия дей Линчеи.Почетен професор е на Националния университет „Сан Маркос“ в Перу и е удостоен с почетна степен от Университета на Палермо.
Жени се два пъти: през 1936 г. в Голямата синагога на Рим за Елфриде Спиро, родом от Източна Прусия: бракът е сключен в Италия поради идването на Хитлер в Германия. След смъртта на Елфриде през 1970 г. той се жени за Роза Майнс през 1972 г., уругвайка, която среща в Монтевидео. От първия му брак се раждат три деца: Клаудио, Амелия и Фауста.
Умира на 22 април 1989 г. от инфаркт, докато се разхожда близо до дома си в Лафайет. Тленните му останки са погребани в гробището на Тиволи. На 18 февруари 2019 г. катедрата по физика и химия на университета в Палермо е кръстена на него.